# 斯塔万格
斯塔万格（挪威語發音：[stɑˈʋɑŋər] ⓘ）是挪威的一个市镇，是罗加兰郡行政中心，擁有挪威第三大都會區。人口為挪威第四多。城市位於挪威西南部的斯塔萬格半島，官方宣稱的成立時間是1125年，即斯塔萬格大教堂成立之年。市中心有大量18及19世紀的木建築，這些建築都被當做城市的文化財產而受到保護，因此也使得市中心顯得與眾不同。由於都市化的緣故，與其周邊形成了“大斯塔萬格”。
該城市人口的迅速增長要追溯到1900年代挪威石油業的迅速發展，而現在油業也是該市的主要工業，因此城市本身也被當做挪威的“油都”。北歐最大的石油公司挪威國家石油公司的總部即位於該市。市內也有一些高等教育機構，譬如斯塔萬格大學。
該市還有設置有本國及國際軍事設施，其中包括北約的聯合作戰中心。加上其他的一些大型外國石油公司分公司，導致該城市外國人人口增加。斯塔萬格人口中有約11%都是移民。2000年代以來斯塔萬格的就業率就高於本國及其他歐洲城市，2011年失業率不到2%。其生活消費指數也居於世界前列。
斯塔萬格有斯塔萬格機場，提供來往大多數主要歐洲國家的航班。

## 歷史
自一萬年前冰河時代的冰川開始消退之時斯塔萬格就開始有人居住了。一些歷史學家認為附近區域自872年哈弗斯峽灣戰役以來就成爲了地區經濟中心。12至14世紀之間逐漸成長為教區和集鎮。
因1120年代斯塔萬格主教區建立，1125年斯塔萬格獲得城市地位。第一任主教為Reinald,，可能是英格蘭溫徹斯特人，據說是他自1100年開始建造斯塔萬格大教堂。1125年大教堂建成。
伴隨著16世紀宗教改革，斯塔萬格的宗教領導地位開始衰減。17世紀早期克里斯蒂安桑建立之後主教區也也搬離該市。不過19世紀繁榮的鯡魚捕撈業使得城市重新煥發生機。1838年1月1日成為市镇。1965年1月1日赫特蘭和Madla併入該市镇。
1969年，因為在北海發現油田，斯塔萬格的經濟發展水平再次得以提升，成為挪威在北海開採石油的重要中心。

### 紋章
Hallvard Trætteberg（1898–1987）被委任為斯塔萬格設計紋章。工作自1920年代末期開始，1939年方案得以正式批准。這個紋章也被用在市旗上。該紋章基於一個歷史可追溯到1591年的印章發展而來。圖案是釀酒葡萄枝，但象徵意義不明。

## 教育
斯塔萬格有數個外國人子女學校，如英國斯塔萬格國際學校（British International School of Stavanger）和斯塔萬格國際學校（International School of Stavanger）。
該市唯一的大學是斯塔萬格大學，有近萬名學生。此大學本是大學學院，2005年1月1日升格為大學。
斯塔萬格人口教育水平極高，16歲以上人口31.3%都接受過或正在接受高等教育。而2006年挪威全國平均數據只有24.2%。

## 姊妹城市
斯塔萬格與以下城市是姊妹城市：
| - 亞伯丁，蘇格蘭 - 馬卡埃，巴西 - 巴庫，阿塞拜疆 - 安齊拉貝，馬達加斯加 - 埃斯比約，丹麥 - 埃斯基尔斯蒂纳，瑞典 | - 埃斯特利，尼加拉瓜 - 内斯克伊斯塔泽，冰島 - 加爾維斯敦，美國 - 哈洛，英格蘭 - 圖盧茲，法國 - 休斯頓，美國 | - 于韋斯屈萊，芬蘭 - 納布盧斯，巴勒斯坦权力机构 - 內坦亞，以色列 - 馬薩瓦，厄立特里亞 - 切斯特菲尔德，英格蘭 |